# Piper miniatum
Piper miniatum là một loài thực vật có hoa trong họ Hồ tiêu. Loài này được (Miq.) Blume miêu tả khoa học đầu tiên năm 1826.